# Табвемасана
Табвемас́ана (англ. Tabwemasana) — гора на острові Еспіриту-Санто. Має висоту 1879 м, є найвищою вершиною острова, всієї території держави Вануату і однією з найвищих вершин всієї Океанії.
Розташована у західній частині острова, вершина віддалена від узбережжя Коралового моря приблизно на 10 км. Є найвищою точкою однойменного гірського хребта,який розтягнувся вздовж західного узбережжя острова. Геологічна структура сформувалася в основному в міоцені.
Гора має дві вершини, розділені лощиною. Згідно з місцевими повір'ями, вершини символізують чоловіче і жіноче начала і зливаються між собою щоночі.
На північному та східному схилах беруть свій початок найбільші ріки острову (в тому числі й головна водна артерія острову - ріка Джордан (англ. Jordan river)).
Схили гори безлюдні. До 1970-тих на схилах гори розташовувалося селище Керепуа (англ. Kerepua), але вже наприкінці 1970-х це селище, як і багато інших гірських селищ, перемістили на узбережжя та за для створення стартового майданчика для всіх, хто планує здійснити сходження на гору.  Середній час сходження на гору становить 5-6 годин. Проте, дуже мала кількість туристів сходить на Табвемасану . Щороку вершини, зазвичай, досягає менше шести осіб. Причинами цього є ізольоване розташування гори та фізична складність досягнення вершини. Ті, хто бажає дістатися до гори, спочатку мають дістатися човном з селища Тасірікі (англ. Tasiriki) до селища Керепуа. Після виходу з селища ви рухаєтеся вздовж річки, а потім залишаєте долину та починаєте крутий підйом на гору. Оскільки дотримуватися стежки доволі складно, обов'язково йти з місцевим провідником.